# Jules Thiessé
Pour les articles homonymes, voir Thiessé.
Jules Thiessé est un homme politique français né le 6 décembre 1833 à Niort (Deux-Sèvres) et mort le 9 janvier 1912 à Forges-les-Eaux (Seine-Maritime).

## Biographie
Fils de Léon Thiessé, il est négociant, juge au tribunal de commerce de Gournay. Secrétaire du préfet de Seine-Maritime de 1860 à 1866, il est élu conseiller général du canton de Forges-les-Eaux en 1868. Il est député de Seine-Maritime de 1876 à 1889 et siège au centre gauche. Il est l'un des 363 qui refusent la confiance au gouvernement de Broglie, le 16 mai 1877. En 1889, il se présente comme candidat boulangiste à Paris, mais est battu.

## Récompenses et distinctions
- Chevalier de la Légion d'honneur[2].

## Sources
- « Jules Thiessé », dans Adolphe Robert et Gaston Cougny, Dictionnaire des parlementaires français, Edgar Bourloton, 1889-1891 [détail de l’édition]
- « Jules Thiessé », dans le Dictionnaire des parlementaires français (1889-1940), sous la direction de Jean Jolly, PUF, 1960 [détail de l’édition]